# Martin Garrix
Martin Garrix (født Martijn Garritsen; 14. Maj 1996), er en hollandsk producer. Han brød i 2013 igennem med sit hit "Animals" i en alder af blot 17 år, som var et top 10-hit i mere end 10 lande, og nummer 1 i Belgien, Irland og Storbritannien. I 2016 udgav han sit første album "Seven", og i 2018 udgav han "BYLAW".  
I 2016 blev han medstifter af pladeselskabet STMPD RCRDS få måneder efter at have forladt Spinnin' Records pga. en retssag mod pladeselskabet.

## Sange
2012
- BFAM (with Julian Jordan) [Spinnin' Records]
- ITSA (med Sleazy Stereo) [Crowd Control]
- Keygen [Spinnin' Records]
- Registration Code (with Jay Hardway)

2013
- Torrent (med Sidney Samson) [Musical Freedom Rec.]
- Error 404 (med Jay Hardway) [DOORN Records]
- Just Some Loops (med TV Noise) [Spinnin Records/Loop Masters Essential, Volume 2]
- Animals [Spinnin' Records]
- Trojan (med Sidney Samson) [Musical Freedom Records]
- Gamer (med Bassjackers; as GRX) [DOORN Records]
- Wizard (med Jay Hardway) [Spinnin' Records]

2014
- Tremor (med Dimitri Vegas & Like Mike) [Spinnin Records]
- Oussama (med Julian Jordan) [Ukendt pladeselskab]
- Helicopter (med Firebeatz) [Spinnin' Records]
- Proxy [Spinnin' Records]
- Can't You See (med Shermanology; som GRX) [Spinnin' Records]
- Tremor (vs. Dimitri Vegas & Like Mike)
- Gold Skies (med Sander van Doorn, DVBBS ft. Alessia) [Spinnin' Records]
- Turn Up The Speakers (med Afrojack) [Spinnin' Records]
- Virus (med MOTi) [Spinnin' Records]
- Set Me Free (med Dillion Francis) [Columbia Records]

2015
- Forbidden Voices [Spinnin' Records]
- Don't Look Down (med Usher) [Spinnin' Records]
- Break Through The Silence (med Matisse & Sadko) [Spinnin' Records]
- Dragon (med Matisse & Sadko) [Spinnin' Records]
- Poison [Spinnin' Records]
- The Only Way Is Up (med Tiësto) [Musical Freedom & Spinning' Records]
- Bouncybob (med Justin Mylo og Mesto) [Free Download]

2016
- Now That I've Found You [STMPD Records]
- Spaceships (som AREA 21)
- Girls (som AREA 21)
- Lions In The Wild (med Third Party) [STMPD Records]
- Oops [STMPD Records]
- In The Name Of Love (med Bebe Rexha) [STMPD Records]
- WIEE (Med Mesto) [STMPD Records]
- Sun Is Never Going Down (med Dawn Golden) [STMPD Records]
- Spotless (med Jay Hardway & Kila) [STMPD Records]
- Hold On And Believe (med The Federal Empire) [STMPD Records]
- Welcome (med Julian Jordan) [STMPD Records]
- Together (med Matisse & Sadko) [STMPD Records]
- Make Up Your Mind (med Florian Picasso)

2017
- Scared To Be Lonely (med Dua Lipa) [STMPD Records]
- Byte [STMPD Records]
- There For You (med Troye Sivan) [STMPD Records]
- We Did It (som AREA21)
- Pizza [STMPD Records]
- Forever (med Matisse & Sadko) [STMPD Records]
- Boomerang (som GRX) (med Brooks) [STMPD Records]
- Glad You Came (som AREA21) [STMPD Records]
- So Far Away (med David Guetta) [STMPD Records]

2018
- Like I Do (med David Guetta og Brooks) [STMPD Records]
- Game Over (med Loopers) [STMPD Records]
- Ocean (med Khalid) [STMPD Records]
- High On Life (med Bonn) [STMPD Records]
- Burn Out (med Justin Mylo og Dewain Whitmore) [STMPD Records]
- Breach (med Blinders) [STMPD Records]
- Yottabyte [STMPD Records]
- Latency (med Dyro) [STMPD Records]
- Access [STMPD Records]
- Waiting For Tomorrow (med Pierce Fulton & Mike Shinoda) [STMPD Records]
- Dreamer (med Mike Yung) [STMPD Records]
- Glitch (med Julian Jordan) [STMPD Records]

2019
- No Sleep (med Bonn) [STMPD Records]
- Mistaken (med Matisse & Sadko og Alex Aris) [STMPD Records]
- Summer Days (med Macklemore og Patrick Stump fra Fall Out Boy) [STMPD Records]
- These Are The Times (med JRM) [STMPD Records]
- Home (med Bonn) [STMPD Records]
- Used To Love (med Dean Lewis) [STMPD Records]

2021
- We Are The People (med Bono og The Edge)

## Remixes
2012
- Christina Aguilera - Your Body (Martin Garrix Remix)
- Roy Gates - Midnight Sun 2.0 (Martin Garrix Remix)

2013
- Daddy's Groove - Stellar (Martin Garrix Remix)
- Dimitri Vegas & Like Mike Vs. Sander Van Doorn - Project T (Martin Garrix Remix)
- Martin Garrix - Animals (Martin Garrix & Victor Niglio's Festival Trap Remix)

2014
- Bassjackers - Crackin (Martin Garrix Edit)
- DubVision - Backlash (Martin Garrix Edit)

2015
- The Weeknd - Can't Feel My Face (Martin Garrix Remix)